# 愛川裕子
愛川 裕子（あいかわ ゆうこ、1962年4月2日 - ）は、埼玉県さいたま市出身の女優。本名：石倭 今日子。旧芸名：石倭 裕子（いしわ ゆうこ）。血液型は、B型。岩橋事務所に所属していた。エ・ネスト所属。

## 人物・略歴
東京工芸大学短期大学部卒業。短大を卒業する時に就職先を考えてみて「女優しか思い浮かばなかった」とのことで、東京芸能学院に入り演技を勉強。1984年、日本テレビ系放送の火曜サスペンス劇場『霧の旅路』でデビュー。初舞台は1985年秋、高橋英樹主演の明治座公演『武田信玄』。映画デビューは1987年1月公開の東映映画『夜汽車』。主に2時間ドラマの出演が多い。

趣味はピアノ、ゴルフ。

特技は日舞、ソシアルダンス。

## 出演

### 映画
- 極道渡世の素敵な面々（1988年）- 三浦ユカ 役
- 夢（1990年）
- テクニカル・ヴァージン（1990年）
- 麗霆”子 レディース!!（1994年）- 麗子 役
- だんじり囃子（1997年）
- クロージング・タイム（1997年）- トシコ 役

### オリジナルビデオ
- THEレイプマン 4（1994年9月30日）

### テレビドラマ
- ザ・ハングマン4 第9話「美人コンパニオンが消されていく!」（1984年）- 森田慶子 役
- 誇りの報酬 第18話「真昼の挑戦者」（1986年、NTV / 東宝） - 橘ハイツ住人 役
- 長七郎江戸日記（NTV）
  - 第1シリーズ 第90話「あで姿回り舞台」（1986年3月4日）- お菊
  - 第3シリーズ 
    - 第2話「姉妹かんざし」（1990年10月23日）- 小せん 役
    - SP-1「長七郎の陰謀」（1991年4月2日）- 吹雪 役
- 水戸黄門（TBS / C.A.L） ※石倭裕子 名義
  - 第16部 第18話「悪が群がる隠し銀山・大森」（1986年8月25日）- お初 役
  - 第17部 第23話「悪を懲らした石見神楽・浜田」（1988年1月4日）- おしの 役
  - 第18部 第24話「黄門様は行方不明 -水口-」（1989年2月27日）- お光 役
  - 第23部 第24話「お銀に惚れた人形師 -福岡-」（1995年1月23日）- 小ぼん 役
  - 第25部 第8話「奪われた恋女房・鳥羽」（1997年2月10日）- おせん 役
  - 第26部 第15話「白磁に咲いた恋の花・伊万里」（1998年5月25日）- お智沙 役
- ジャングル 第1話「バラバラ事件・その1」（1987年）
- ザ・ハングマン6 第5話「焼き鳥風に火あぶりにしろ!」（1987年）- 八木陽子 役
- 太閤記（1987年、TBS）
- 火曜サスペンス劇場（NTV）
  - 「三年目の誤算」（1986年）
  - 「花園の迷宮」（1988年3月）- 百合 役
  - 「女監察医・室生亜季子19 埋葬」（1995年）- 成沢夏子 役
  - 「女弁護士・高林鮎子22 北陸本線の死角」（1988年）- 小林真紀子 役
  - 「淫らなやつら」（1999年）
  - 「監察医・室生亜季子27 複合死因」（2000年）- 牧田陽子 役
  - 「身辺警護9」（2001年）- 石田幸子 役
  - 「年下のひと」（2005年）
- 追いつめる（1989年、フジテレビ）- 喜多子 役
- 暴れん坊将軍シリーズ（ANB / 東映）
  - 暴れん坊将軍III
    - 第3話「これぞ庶民の目安箱」（1988年）- お房 役
    - 第45話「吉宗無情、寒菊は語らず!」（1988年）- お直 役
    - 第74話「危うし! 妖刀に正義ありや」（1989年）- お縫 役
    - 第99話「花咲ける忠臣一代!」（1990年）- お雪 役

  - 暴れん坊将軍V
    - 第21話「毒牙を隠した花嫁」（1993年） - お甲 役
- 大岡越前（TBS / C.A.L）
  - 第10部 第14話「闇夜に迫る辻斬りの恐怖」（1988年5月30日）- おさと 役
  - 第12部 第17話「地獄の淵に咲いた恋」（1992年2月10日）- お絹 役
  - 第13部 第25話「大工と左官の意地比べ」（1993年5月3日）- おしん 役
  - 第14部 第20話「恥ずべき行い」（1996年11月4日）- お葉 役 ※石倭裕子名義
- 翔んでる!平賀源内 第10話「男の夢は夜ひらく」（1989年、TBS）
- 鬼平犯科帳 第1シリーズ 第8話「さむらい松五郎」（1989年、CX）- おちょう 役
- はぐれ刑事純情派（ANB）
  - 第2シリーズ 第19話「レイプを告発した女！」（1989年）
  - 第3シリーズ 第15話「十字架は知っていた!仮出所の女」（1990年）
  - 第8シリーズ 第15話「視姦!?名も知らぬ共犯者」（1995年）
  - 第9シリーズ 第9話「女で強請られた男!?出張風俗の罠」（1996年）
  - 第10シリーズ 第11話「匂った女!? 証拠写真の謎」（1997年）
  - 第11シリーズ 第14話「代理殺人!? 結婚サギ謎の女」（1998年）
  - 第12シリーズ 第9話「イタズラ電話がアリバイ!?愛を買う女!」（1999年） - 森田有紀子 役
  - 第13シリーズ 第9話「匿名電話の女!足音がアリバイ」（2000年） - 川原洋子 役
  - 第14シリーズ 第14話「美人は得?キレイになりたい女の逆襲!?」（2001年） - 大和田信江 役
  - 第15シリーズ 第23話「天使の殺意!?飛び降り志願の女 」（2002年） - 江口智子 役
  - 第16シリーズ 第18話「噂の殺意!? 耳掃除が好きな女」（2003年） - 君島道子 役
- 刑事貴族 第10話「その時、汚名を撃ちぬいた」（1990年、NTV）
- 雪の蛍（1991年、THK）
- 世にも奇妙な物語「待ちぶせ」（1992年、CX）
- 喧嘩屋右近 第3シリーズ 第12話「どこか怪しい右近七変化」（1994年、TXN）- 高砂屋おりゅう 役
- 名奉行 遠山の金さん 第7シリーズ 第11話「二昼夜の自由 切腹かけた初恋」（1995年、ANB / 東映）- お松 役
- NHK大河ドラマ （NHK）
  - 「八代将軍吉宗」（1995年）- 青野 役
  - 「元禄繚乱」（1999年）- 唐崎 役
- 私、味方です（1995年、TBS）
- 風の輪舞（1995年、THK）
- 事件・市民の判決（1996年、TX）
- 土曜ワイド劇場
  - 「車椅子の弁護士・水島威・盗聴された密会!」（1996年、ANB）- 叶夏子 役
  - 「温泉若おかみの旅情殺人推理5・北海道登別の怪しい心中死体! 」（1996年、ANB）- 藤咲綾子 役
  - 「タクシードライバーの推理日誌18・バックミラーの殺意」（2004年、EX）- 島田春江 役
  - 「夜桜お七殺人事件」（2006年、EX）
- 金曜エンタテイメント/京都祇園入り婿刑事事件簿6（2000年、CX）- 北川奈保子 役
- こちら本池上署（2003年、TBS）
- 愛の劇場/すてきにコモン!（2006年、TBS）
- 水曜ミステリー9/監察医・篠宮葉月 死体は語る・甲州路連続殺人事件!謎の焼死体（2008年、TX）

### 舞台
- 帝国劇場「売らいでか!」
- MOONーBOW～月蝕の絆～
- 大阪新歌舞伎座「松平健公演」「杉良太郎公演」「天道よしみ公演」
- 御園座「松平健公演」
- 明治座「高橋英樹公演」「村上弘明公演」
- 新宿コマ劇場「天道よしみ公演」「都はるみ公演」
- 池袋芸術劇場
- 博多座
- 中日劇場
- 梅田芸術劇場
- 大阪松竹座

## 書籍

### 写真集
- カレイドスコープ 万華鏡―石倭裕子写真集（1993年、竹書房）谷口征撮影 ISBN 4884752341
- 偽恋（1996年、竹書房）荒木経惟撮影 ISBN 4812400694

### 雑誌
- 週刊プレイボーイ（NO.26-1988年6月14日、集英社）
- ペントハウス (雑誌)（1988年9月号、講談社）
- 平凡パンチ（1988年10月13日、マガジンハウス）
- 月刊ザ・テンメイ　2号-1993年５月号 （1993年、ぶんか社）

### カレンダー
- 1990年 石倭裕子 カレンダー （1990年）大竹省二撮影